# Williamsröhre

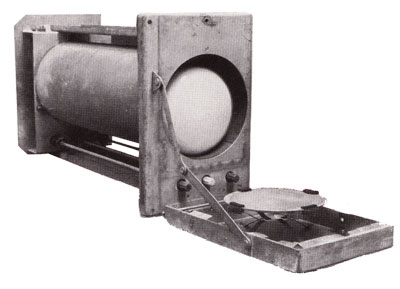
Williams-Kilburn-Röhre mit klappbarer Metallplatte vor dem Leuchtschirm für den Lesevorgang

Die Williamsröhre, auch als Williams-Kilburn-Röhre nach Frederic Calland Williams und seinem Kollegen Tom Kilburn bezeichnet, ist eine Kathodenstrahlröhre, die als Arbeitsspeicher mit wahlfreiem Zugriff in den ersten Röhrenrechnern in den 1950er Jahren eingesetzt wurde. Sie gilt als erster Computerspeicher, welcher beliebigen schreibenden und lesenden Zugriff erlaubte.
Die Williamsröhre wurde in den Jahren 1946 und 1947 an der Universität Manchester in England entwickelt und in den Folgejahren in den damaligen leistungsfähigsten Computeranlagen wie dem SWAC eingesetzt. Wegen der geringen Zuverlässigkeit und der raschen Alterung im Betrieb wurde die Williamsröhre nur in beschränktem Umfang verwendet und ab Mitte der 1950er Jahre durch Kernspeicher als Arbeitsspeicher ersetzt. Unabhängig und im gleichen Zeitbereich wurde in den USA das Selectron entwickelt, mit identischem Anwendungsbereich.

## Funktion

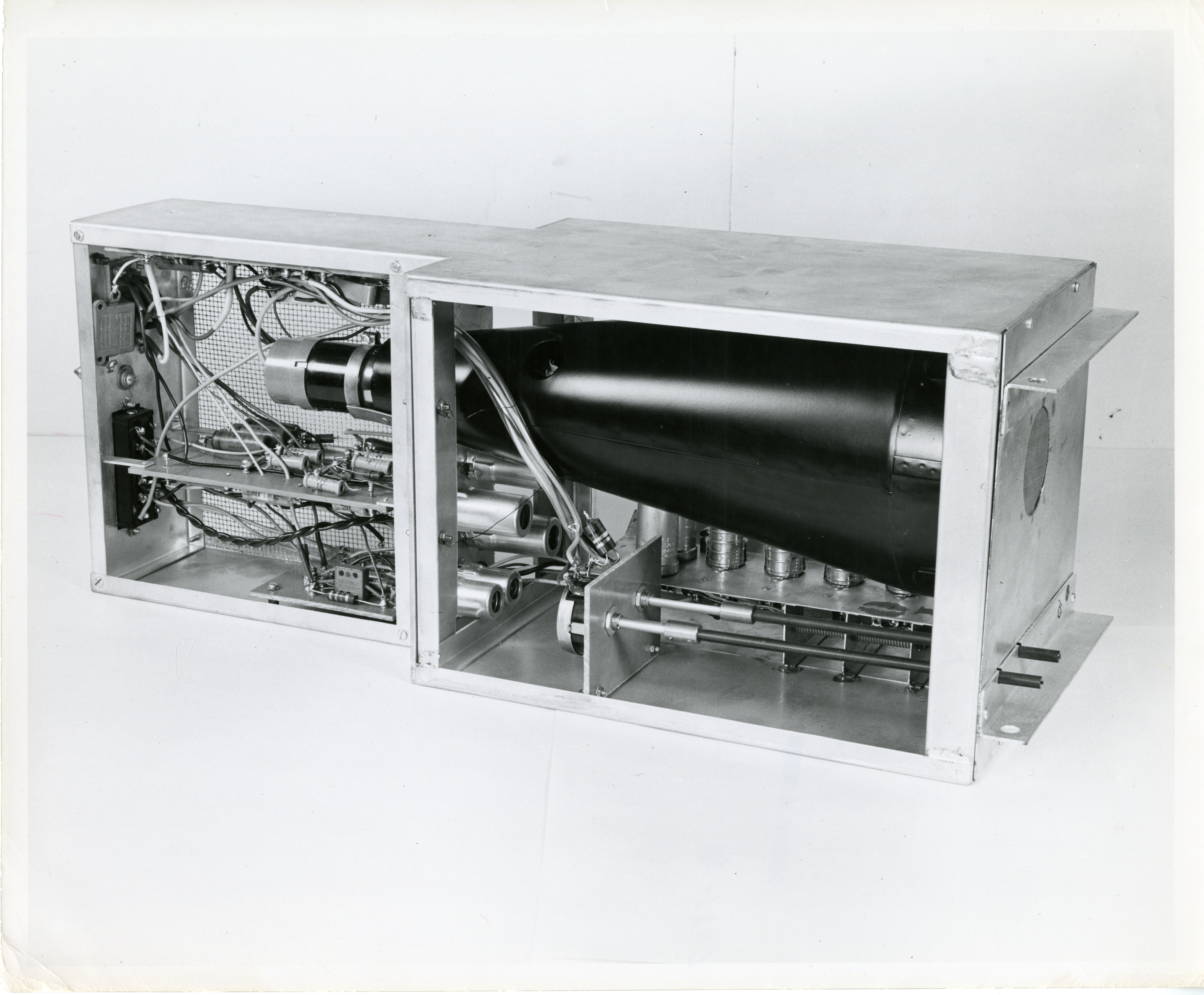
Williamsröhre aus dem Röhrenrechner SWAC zur Speicherung von 256 Bit

Wenn ein Punkt durch einen Elektronenstrahl auf die Anode einer Kathodenstrahlröhre projiziert wird, bleibt dieser Punkt, abhängig vom in der Röhre verwendeten Leuchtstoff, für einige Zeit durch die Phosphoreszenz sichtbar. Liegt dabei die Energie des Elektronenstrahls über einem gewissen Grenzwert, welcher unter anderem vom verwendeten Leuchtstoff abhängt, werden durch die Sekundäremission Elektronen aus der Leuchtstoffschicht emittiert. Diese fliegen im Inneren der Röhre ein kurzes Stück von der Anode weg, werden durch die positive Ladung der Anode aber angezogen und landen dann in der Umgebung des Punktes in der Leuchtstoffschicht.
Dadurch kommt es in der Umgebung des Punktes zu einem Ladungsgefälle: Die Region unmittelbar bei dem Punkt ist an Elektronen verarmt und somit leicht positiv geladen, ein etwas weiter außerhalb liegender Ring um den Punkt, in dem die Elektronen der Sekundäremission auftreffen, ist leicht negativ geladen. Dieser Zustand bleibt, durch die nur schlechte elektrische Leitfähigkeit der Leuchtstoffschicht, eine gewisse Zeit erhalten, bis er sich ausgleicht, und kann in diesem Zeitrahmen zur Informationsspeicherung genutzt werden. Das Schreiben der Information muss dabei zyklisch wiederholt werden, wenn die Information über einen längeren Zeitraum gespeichert werden soll, ähnlich dem Refresh-Zyklus bei DRAMs.
Mit der Ladungsverteilung kann pro Punkt jeweils die Information von einem Bit geschrieben werden. Die Speicherdichte ist dabei durch die Größe des Anodenschirms und die nötigen Abstände zwischen den einzelnen Regionen, um ein Übersprechen zu vermeiden, limitiert. Typischerweise können rund 200 Bits bis 2000 Bits am Schirm einer Williamsröhre gespeichert werden. Die wahlfreie Adressierung der einzelnen Bildpunkte (Bits) wird durch die Steuerung der Strahlablenkung in der Kathodenstrahlröhre realisiert, welche den Elektronenstrahl auf den adressierten Punkt auf der Leuchtschicht fokussiert.

## Lesevorgang

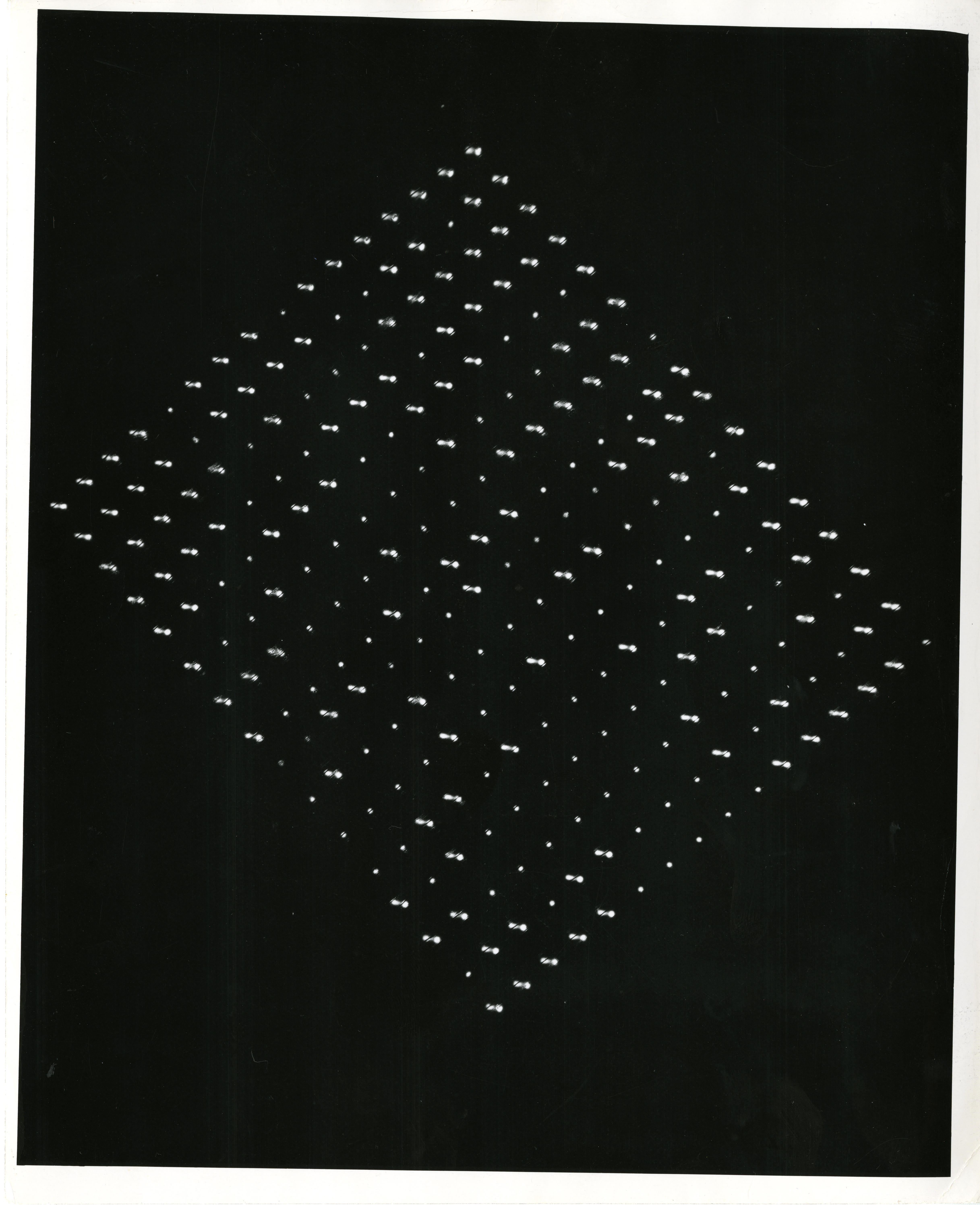
Leuchtstoffschicht einer Williamsröhre, die 256 Bit in Form von 256 Punkten oder Strichen speichert

Der Lesevorgang, welcher zu einem Zeitpunkt nur den Zustand von einem Punkt ausliest, wird durch einen weiteren Effekt beim Schreiben ermöglicht: Durch das Schreiben eines Bits und die dadurch ausgelöste Ladungsverteilung um den Punkt kommt es in unmittelbar benachbarten elektrischen Leitern zu einem kurzen Stromimpuls, wenn der Bildbereich vorher nicht beschrieben war, also kein Ladungsgefälle zwischen Bildpunkt und dem äußeren Ringbereich vorliegt. Wird hingegen das Schreiben in einen bereits zuvor beschriebenen Punkt durchgeführt, kommt es zu keinem nennenswerten Stromimpuls in benachbarten Leitern. Zur Realisierung der Lesefunktion wird unmittelbar vor dem Leuchtschirm eine dünne Metallplatte angebracht und mit dem Leseverstärker verbunden. Dadurch kann durch ein sogenanntes konsumierendes Lesen festgestellt werden, ob der Zustand des Punktes vor dem Lesevorgang gesetzt oder rückgesetzt war.
Die technische Schwierigkeit besteht darin, dass durch das konsumierende Lesen alle Punkte auf der Leuchtschicht im gesetzten Zustand zurückgelassen werden, auch jene Bits, welche vorher nicht gesetzt waren. Daher ist es notwendig, nicht gesetzte Speicherpositionen nach dem Lesen wieder in den entladenen Zustand zurückzusetzen, also zu Löschen. Dies kann erreicht werden, indem nach dem konsumierenden Lesen ein zusätzlicher Schreibimpuls knapp neben dem eigentlichen Speicherpunkt gesetzt wird. Bei entsprechender Wahl des Abstandes und Stärke kommt es durch die dadurch ausgelöste Sekundäremission und den sich bildenden Ladungsring aufgrund der geometrischen Versetzung zu einer Ladungsauslöschung im eigentlichen Speicherpunkt. Praktisch realisiert wird diese Löschoperation, da technisch von der Ansteuerung leichter zu realisieren, durch einen Schreibvorgang einer geraden Linie über den Punkt, womit sich auf der Leuchtstoffschicht der Kathodenstrahlröhre in der Speichermatrix ein Muster von Punkten und Strichen optisch bildet, wie in nebenstehender Abbildung dargestellt. Ein Punkt repräsentiert dabei den geladenen Zustand einer Speicherzelle, ein Strich den entladenen oder rückgesetzten Zustand.